# Anomiopus lacordairei
Anomiopus lacordairei е вид насекомо от семейство Листороги бръмбари (Scarabaeidae).

## Разпространение
Видът е разпространен във Френска Гвиана.